# مدیریت بزرگراه‌های فدرال

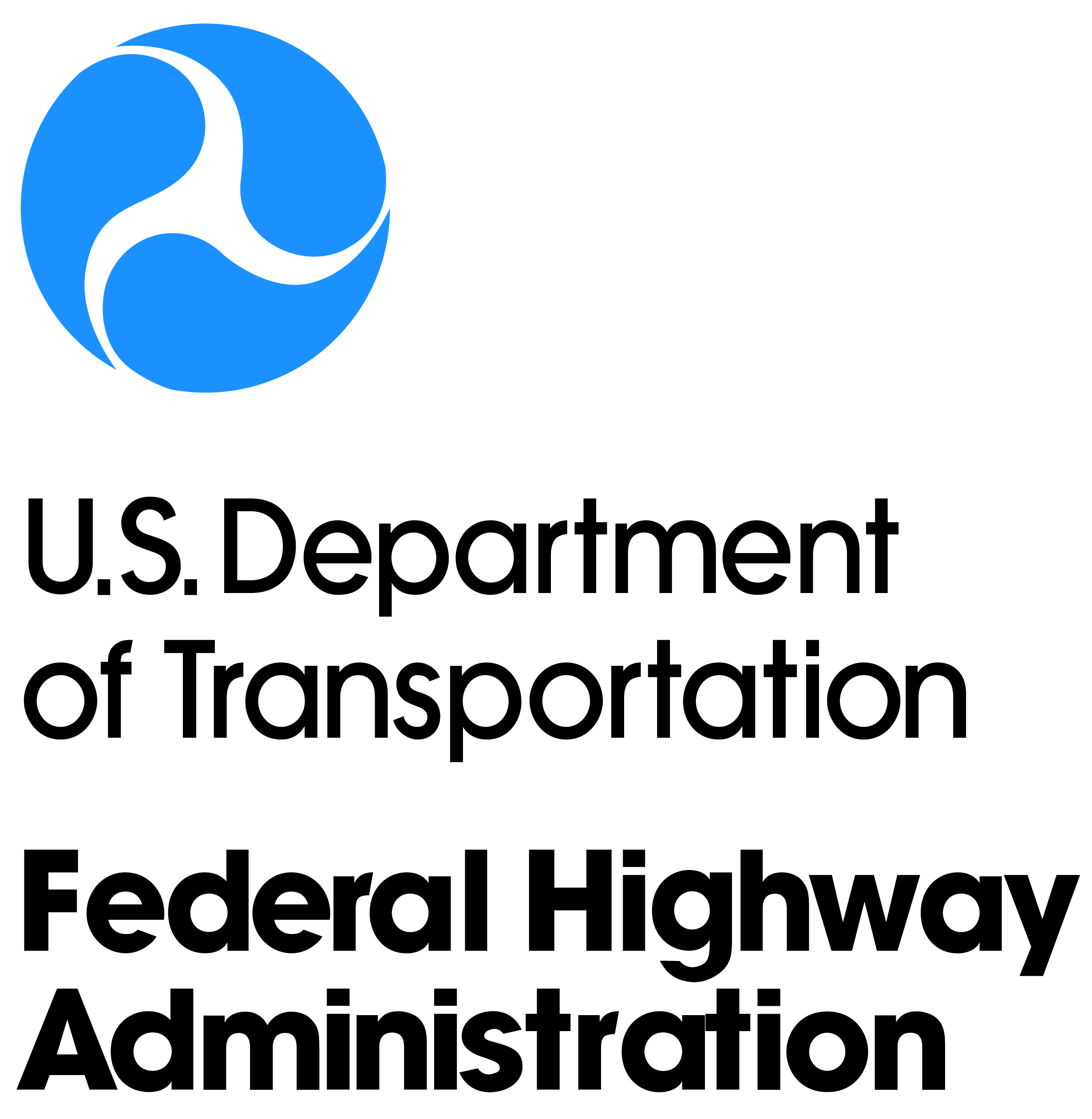
لوگوی FHWA

مدیریت بزرگراههای فدرال (به انگلیسی: Federal Highway Administration) بخشی از اداره وزارت ترابری ایالات متحده آمریکاست که مسئول رسیدگی به ترابری بزرگراهها است. این نهاد که بیشتر با مخفف FHWA شناخته میشود، در سال 1967 میلادی تأسیس شده است. FHWA دارای بخش های مختلفیست که از جمله آنها بخش حقوقی، بخش زیرساختها و بخش ایمنی است.

## زمینه
هسته اولیه مدیریت فدرال بزرگراه‌ها در سال ١٨٩٣ تشکیل شد. در آن زمان دوچرخه‌ها در ایالات متحده بسیار محبوب شدند و نیاز به احداث و نگه‌داری راه‌های عمومی احساس شد. البته در آن زمان نام دیگری داشت. اما قانون بزرگراه‌های فدرال در سال ١٩٢١ تصویب و از آن زمان این ارگان نام کنونی را برگزید.

## فعالیت‌ها
FHWA به صورت کلی نظارت بر دپارتمان‌های حمل و نقل (ِDOTs) ایالات مختلف را به عهده دارد. در این راستا استانداردها و رهنمون‌های مختلفی برای طراحی، مدیریت و نگه‌داری راهها درست کرده است. همچنین سالهاست برنامه‌هایی چون عملکرد بلندمدت روسازی را مدیریت می‌کند.